# Wim Brandse
Wilhelmus Cornelis (Wim) Brandse (Utrecht, 17 augustus 1933 - Zwolle, 26 januari 2011) was een Nederlands componist, docent en muziekcriticus.
Brandse studeerde compositie en theorie aan de conservatoria te Amsterdam en Utrecht. Hij vervolgde daarna zijn studie compositie bij Wolfgang Meyer Thormin te Aken. Van 1958 tot 1988 was hij verbonden als docent voor het hoofdvak Theorie de Muziek en Algemene Muziektheoretische Vakken aan de conservatoria te Zwolle en Utrecht.
Zijn didactische werken op het gebied van solfège zijn zeer bekend. Als componist bestaat zijn oeuvre vooral uit orkest-orgel- en koormuziek. Maar hij componeerde ook toneelmuziek, muziek voor beiaard, voor accordeon(orkest) en kamermuziek. Brandse schreef voornamelijk tonale muziek, vaak met een romantische inslag. Veel van zijn werken zijn in binnen- en buitenland, met name in de Verenigde Staten, gepubliceerd. Zijn volledige oeuvre bevindt zich in de muziekafdeling van de Centrale Bibliotheek te Zwolle.
Van 1979 tot 1996 was Brandse muziekcriticus voor de Zwolse Courant. Hij is bekend als spreker over muzikale onderwerpen en was als docent verbonden aan de Volksuniversiteit te Arnhem en de HOVO van de Windesheimakademie te Zwolle. In 1988 werd hij koninklijk onderscheiden. Hij schreef twee boeken: Vijftig Componisten en De wonderbaarlijke Bolero van Ravel (een bundel van artikelen over componisten voor de Zwolse Courant). Ook bracht hij twee CD's uit: Wim Brandse 65 (koor- en orgelmuziek) en Wim Brandse 70 (liederen en kamermuziek).
- International Standard Name Identifier: 0000 0000 3308 4352
- Library of Congress Control Number: n92074965
- Nederlandse Thesaurus van Auteursnamen: 073117161
- Virtual International Authority File: 28729230
- WorldCat: E39PBJbtpPbC4tYG7mxFMqHV4q